# Resolução 12 do Conselho de Segurança das Nações Unidas
Resolução 12 do Conselho de Segurança das Nações Unidas, aprovada em 10 de dezembro de 1946, decidiu que a Grécia e Iugoslávia, serão convidados a participar, sem direito a voto, e a Albânia e a Bulgária serão convidados a fazer declarações perante o Conselho e que, numa fase posterior a Albânia e a Bulgária podem ser convidados a participar, sem a direito de voto.
Parágrafos 1 e 2, foram aprovadas por unanimidade, enquanto o parágrafo 3 foi aprovado "pela maioria dos votos".
O "questão grega" foi levado pela União Soviética em janeiro de 1946 após alegações de interferência nos assuntos internos da Grécia pelas tropas britânicas que provocou tensões com outros países da região.